# Albert Rademaker
Albert Rademaker (Anloo, 1946) is een Nederlands grafisch ontwerper en illustrator.

## Leven en werk
Op de lagere school zat Rademaker in de klas met een zoon van de schilder Evert Musch en via die familie kwam hij met kunst in aanraking. Musch hielp hem ook op de Academie Minerva te komen. Na zijn opleiding ging hij aan het werk in een drukkerij. In de jaren 80 begon Rademaker voor zichzelf als grafisch vormgever. Hij maakte opdrachten voor onder meer het Drents Museum, de Culturele Raad van Drenthe en de stichting het Drentse Boek.
Hij werd genomineerd voor de Vredeman de Vries Prijs voor Vormgeving (2003) en ontving de Culturele prijs van Drenthe (2010). In 2016 ontwierp hij het monument voor Roelof Schuiling in Annen.
Rademaker is aangesloten bij Het Drents Schildersgenootschap en de Beroepsvereniging Grafische Vormgevers Nederland. 

## Publicatie
- Rademaker, A. (2010) Het Rademaker Handschrift. Assen: Koninklijke Van Gorcum. ISBN 9789023247524

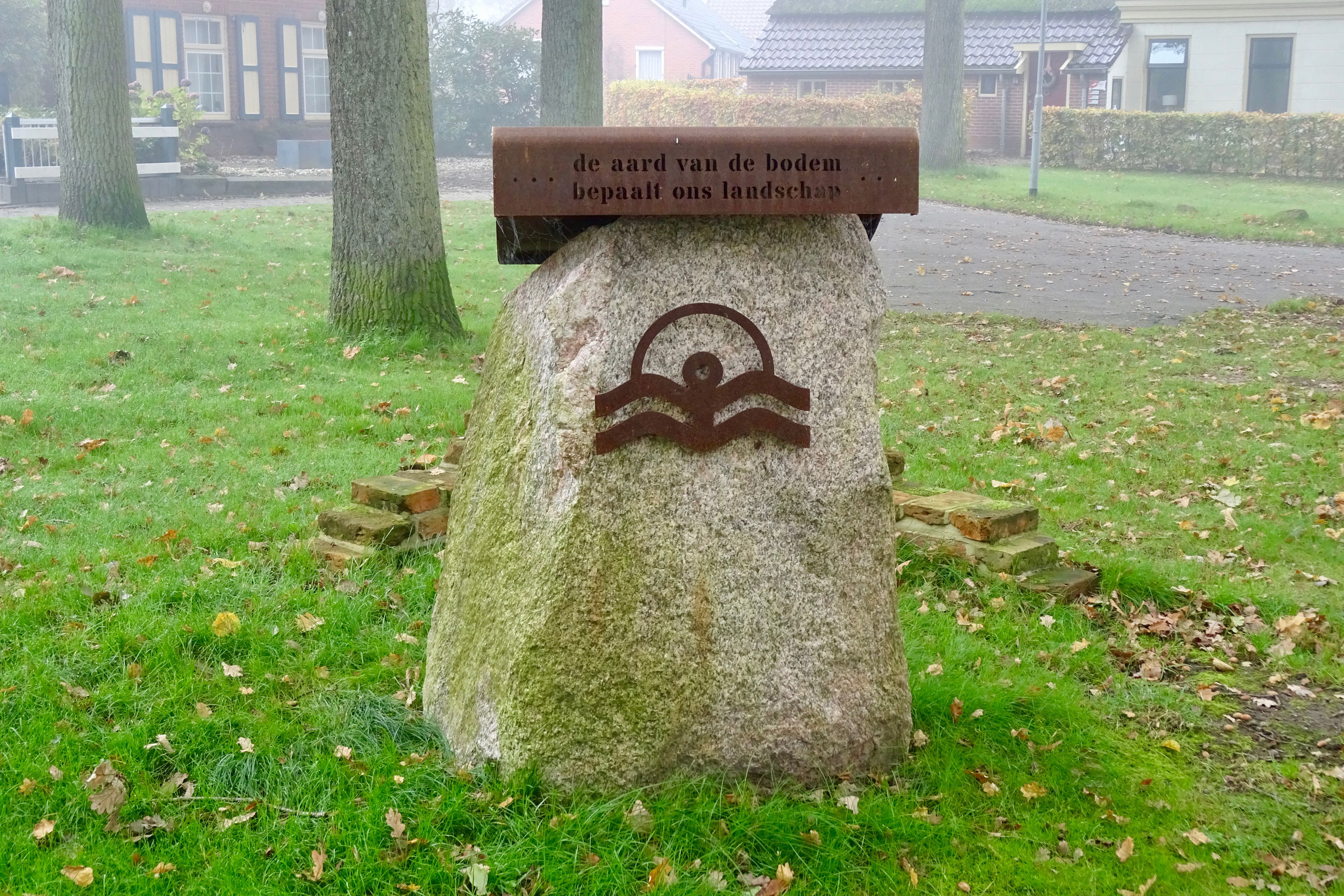
Monument voor Roelof Schuiling (2016)

- International Standard Name Identifier: 0000 0003 9424 186X
- Nederlandse Thesaurus van Auteursnamen: 236702696
- RKD-Nederlands Instituut voor Kunstgeschiedenis: 65368
- Virtual International Authority File: 288665008